# Хамна
Ха́мна — река в Усть-Майском улусе Якутии, правый приток Алдана. Длина реки — 222 км (от истока Бас-Джюкте — 233 км). Площадь водосборного бассейна — 3520 км².
Река берет начало на западных склонах хребта Улахан-Бом на высоте более 687 м над уровнем моря. В верховьях течет по горной местности преимущественно на северо-запад. После впадении реки Орто-Дюкат направление меняется на северное, после впадения Курунг-Дюката — вновь на северо-восточное. В среднем течении река течёт по таёжной холмистой местности с преобладанием лиственницы. В низовьях рака вновь поворачивает на запад. Впадает в Алдан по правому берегу на отметке 151 м над уровнем моря, выше впадения в Алдан Аллах-Юня, в 806 км от устья Алдана. Ширина перед устьем — 60-88 м при глубине 1,1-1,5 м; скорость течения в низовьях составляет 0,9 м/с. Населённые пункты на реке отсутствуют.

## Основные притоки
Указаны притоки длиной 30 км и более
| Название                            | Расстояние от устья | Длина | Положение |
| ----------------------------------- | ------------------- | ----- | --------- |
| Улахан-Марыла                       | 57                  | 34    | левый     |
| Курунг-Дюкат (нижний приток Хамны)  | 140                 | 35    | правый    |
| Курунг-Дюкат (верхний приток Хамны) | 158                 | 43    | правый    |
| Орто-Дюкат                          | 169                 | 45    | правый    |
| Бас-Дюкат                           | 193                 | 40    | правый    |

## Данные водного реестра
По данным государственного водного реестра России и геоинформационной системы водохозяйственного районирования территории РФ, подготовленной Федеральным агентством водных ресурсов:
- Бассейновый округ — Ленский
- Речной бассейн — Лена
- Речной подбассейн — Алдан
- Водохозяйственный участок — Алдан от впадения реки Мая до впадения реки Амга
- Код водного объекта — 18030600712117300038377